# Auchy-au-Bois
Auchy-au-Bois är en kommun i departementet Pas-de-Calais i regionen Hauts-de-France i norra Frankrike. Kommunen ligger i kantonen Norrent-Fontes som tillhör arrondissementet Béthune. År 2022 hade Auchy-au-Bois 549 invånare.

## Befolkningsutveckling
Antalet invånare i kommunen Auchy-au-Bois
| Referens: INSEE |